# Jugoslawische Eishockeyliga 1946/47
Die Saison 1946/47 war die sechste Spielzeit der jugoslawischen Eishockeyliga, der höchsten jugoslawischen Eishockeyspielklasse. Meister wurde zum ersten Mal in der Vereinsgeschichte überhaupt der KHL Mladost Zagreb.

## Modus
In der Hauptrunde absolvierte jede der vier Mannschaften insgesamt drei Spiele. Der Erstplatzierte der Hauptrunde wurde Meister. Für einen Sieg erhielt jede Mannschaft zwei Punkte, bei einem Unentschieden gab es einen Punkt und bei einer Niederlage null Punkte.

## Hauptrunde

### Tabelle
|    | Klub                   | Sp | S | U | N | T  | GT | Punkte |
| -- | ---------------------- | -- | - | - | - | -- | -- | ------ |
| 1. | KHL Mladost Zagreb     | 3  | 3 | 0 | 0 | 31 | 0  | 6      |
| 2. | HK Triglav             | 3  | 2 | 0 | 1 | 20 | 5  | 4      |
| 3. | HK Sparta Subotica     | 3  | 0 | 1 | 2 | 2  | 29 | 1      |
| 4. | HK Roter Stern Belgrad | 3  | 0 | 1 | 2 | 1  | 29 | 1      |

Sp = Spiele, S = Siege, U = Unentschieden, N = Niederlagen